# Born to Be World Tour
El Born to Be World Tour es la segunda gira de conciertos del grupo surcoreano Itzy en apoyo al octavo EP del grupo Born to Be (2024). La gira comenzó el 24 de febrero en Seúl y finalizó el 10 de agosto en Hong Kong después de recorrer 18 países en 32 fechas.

## Fechas
| Fecha (2024)      | Ciudad           | País           | Recinto                  |
| Asia              | Asia             | Asia           | Asia                     |
| ----------------- | ---------------- | -------------- | ------------------------ |
| 24 de febrero     | Seúl             | Corea del Sur  | Jamsil Indoor Stadium    |
| 25 de febrero     | Seúl             | Corea del Sur  | Jamsil Indoor Stadium    |
| 16 de marzo       | Bangkok          | Tailandia      | Impact Arena             |
| Oceanía           |                  |                |                          |
| 21 de marzo       | Auckland         | Nueva Zelanda  | Spark Arena              |
| 24 de marzo       | Sídney           | Australia      | ICC Sydney Theatre       |
| 26 de marzo       | Melbourne        | Australia      | Margaret Court Arena     |
| Asia              |                  |                |                          |
| 6 de abril        | Singapur         | Singapur       | Singapore Indoor Stadium |
| América Latina    |                  |                |                          |
| 15 de abril       | Ciudad de México | México         | Pepsi Center WTC         |
| 18 de abril       | Santiago         | Chile          | Movistar Arena           |
| Europa            |                  |                |                          |
| 24 de abril       | Londres          | Reino Unido    | OVO Arena Wembley        |
| 26 de abril       | París            | Francia        | Zénith                   |
| 28 de abril       | Berlín           | Alemania       | Velodrom                 |
| 1 de mayo         | Ámsterdam        | Países Bajos   | AFAS Live                |
| 4 de mayo         | Madrid           | España         | Palacio Vistalegre       |
| Asia              |                  |                |                          |
| 17 de mayo        | Tokio            | Japón          | Yoyogi National Stadium  |
| 18 de mayo        | Tokio            | Japón          | Yoyogi National Stadium  |
| 19 de mayo        | Tokio            | Japón          | Yoyogi National Stadium  |
| 22 de mayo        | Osaka            | Japón          | Osaka-jō Hall            |
| América del Norte |                  |                |                          |
| 6 de junio        | Seattle          | Estados Unidos | WAMU Theater             |
| 8 de junio        | Oakland          | Estados Unidos | Oakland Arena            |
| 11 de junio       | Los Ángeles      | Estados Unidos | Kia Forum                |
| 14 de junio       | Sugar Land       | Estados Unidos | Smart Financial Centre   |
| 16 de junio       | Irving           | Estados Unidos | The Pavilion             |
| 18 de junio       | Atlanta          | Estados Unidos | Fox Theatre              |
| 20 de junio       | Fairfax          | Estados Unidos | EagleBank Arena          |
| 23 de junio       | Newark           | Estados Unidos | Prudential Center        |
| 26 de junio       | Chicago          | Estados Unidos | Rosemont Theatre         |
| 28 de junio       | Toronto          | Canadá         | The Theatre              |
| 29 de junio       | Toronto          | Canadá         | The Theatre              |
| Asia              |                  |                |                          |
| 20 de julio       | Taipéi           | Taiwán         | Taipei Arena             |
| 3 de agosto       | Manila           | Filipinas      | SM Mall of Asia Arena    |
| 10 de agosto      | Hong Kong        | China          | AsiaWorld-Arena          |